# Financiamento climático na Dinamarca

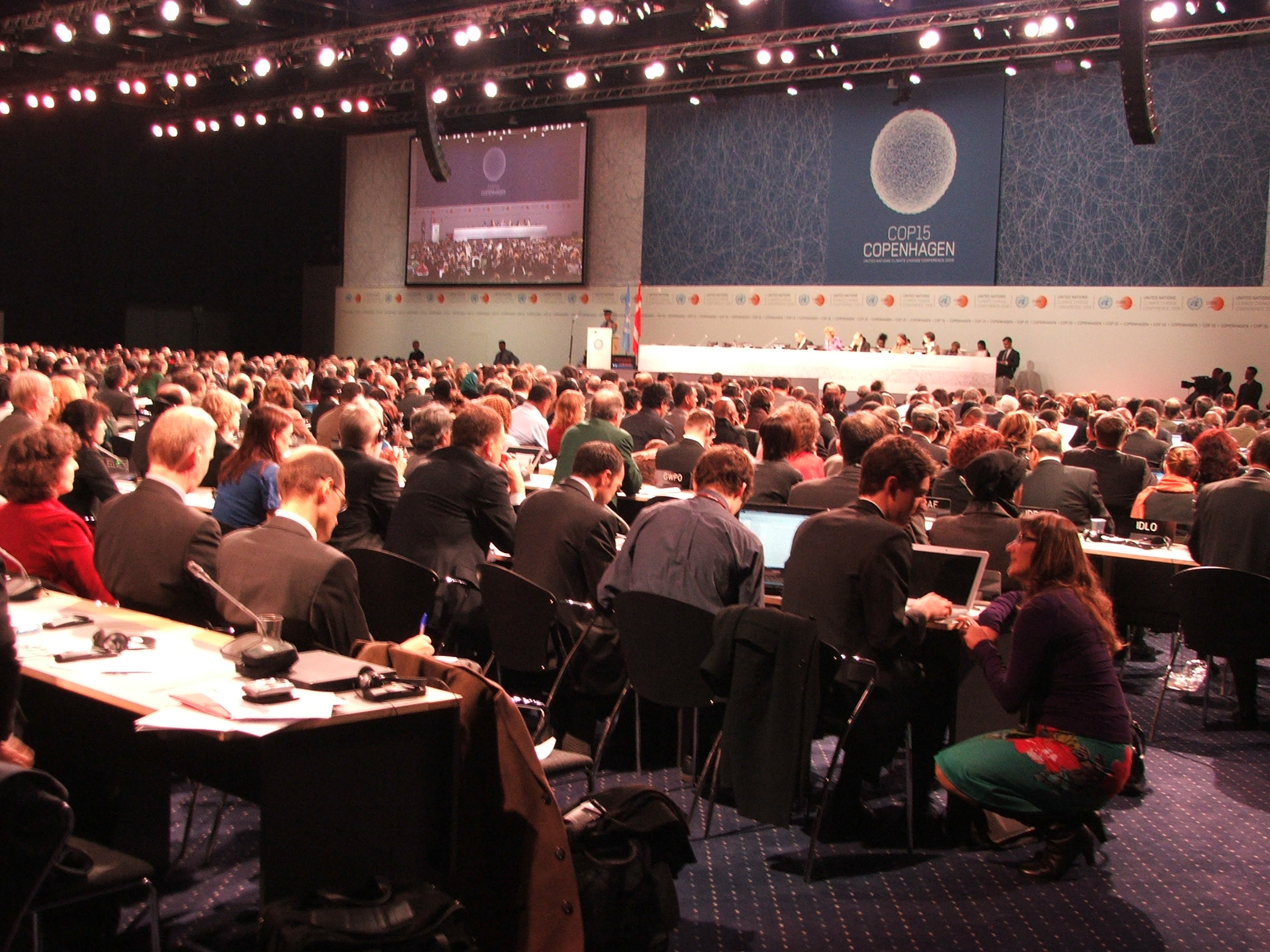
Conferência das Nações Unidas sobre as Mudanças Climáticas de 2009 realizada em Copenhague, na Dinamarca

A Dinamarca estabeleceu-se como uma vanguarda global na transição verde, não apenas por suas metas ambiciosas, mas também pela criação de um ecossistema de financiamento robusto e inovador para alcançá-las. Este verbete enciclopédico explora em profundidade a complexa arquitetura do financiamento climático dinamarquês, um modelo que serve de estudo de caso para nações que buscam alinhar o crescimento econômico com a sustentabilidade planetária. O país comprometeu-se legalmente, através da sua Lei do Clima, a reduzir as suas emissões de gases de efeito estufa (GEE) em 70% até 2030, em comparação com os níveis de 1990, e a atingir a neutralidade climática até 2045, cinco anos antes da meta original de 2050.
A importância do financiamento climático na Dinamarca é dupla. Internamente, é o motor que impulsiona a descarbonização de setores-chave como energia, agricultura e transportes, e financia a adaptação urgente de um país geograficamente vulnerável aos impactos climáticos, como a elevação do nível do mar e eventos climáticos extremos. Externamente, o financiamento é uma ferramenta de diplomacia e soft power, permitindo que a Dinamarca inspire e influencie a ação climática global, cumpra os seus compromissos internacionais de apoio aos países em desenvolvimento e promova as suas soluções tecnológicas verdes.
A estratégia de financiamento dinamarquesa é multifacetada, apoiando-se em três pilares principais: um forte arcabouço legal e político que cria segurança para investimentos de longo prazo; uma simbiose única entre o setor público e o setor privado, especialmente os massivos fundos de pensão; e um compromisso robusto com a cooperação internacional e o financiamento do desenvolvimento. Os objetivos centrais são mobilizar capital em escala para a transição energética, financiar a inovação em tecnologias emergentes como a Captura e Armazenamento de Carbono (CCS, do inglês Carbon Capture and Storage) e Power-to-X (PtX), e construir uma sociedade resiliente aos impactos inevitáveis das mudanças climáticas.

## Definição
Não existe um consenso definitivo sobre a definição de financiamento climático, mas o termo é amplamente utilizado para designar recursos financeiros mobilizados por atores públicos e privados, em níveis global e local, com o objetivo de apoiar atividades de mitigação e adaptação às mudanças climáticas. Segundo a UNFCCC, o financiamento climático deve ser caracterizado pela natureza das atividades financiadas — em vez de pelos provedores, intermediários ou instrumentos financeiros — focalizando-se em resultados de adaptação e mitigação. A COP (Conferências das Nações Unidas sobre as Mudanças Climáticas) 15 de Copenhagen, em dezembro de 2009, estabeleceu o compromisso político de mobilizar 100 bilhões de dólares anuais até 2020 para ações climáticas em países em desenvolvimento, consagrando a meta em acordos posteriores. Na COP16 de Cancun, em novembro de 2010, decidiu-se criar o GCF como fundo multilateral para prover financiamento de longo prazo a projetos de mitigação e adaptação, formalizado em 2010 e operacionalizado a partir de 2015.

## Contexto dinamarquês

### Vulnerabilidades climáticas
A Dinamarca, com o seu clima temperado marítimo moderado pela Corrente do Golfo, está a vivenciar os efeitos inequívocos das mudanças climáticas. A temperatura média anual do país aumentou 1,5°C desde a década de 1870, um ritmo ligeiramente mais rápido que a média global. Projeções indicam que o aquecimento continuará, com um aumento esperado entre 1,9°C e 3,4°C até ao final do século, dependendo do cenário de emissões globais. Simultaneamente, a precipitação anual aumentou cerca de 20% no mesmo período, com os invernos a tornarem-se notavelmente mais húmidos.
A geografia da Dinamarca — uma nação composta pela península da Jutlândia e mais de 400 ilhas, com uma extensa linha costeira de 8.750 km e uma elevação média de apenas 31 metros acima do nível do mar — torna-a excecionalmente vulnerável à elevação do nível do mar e a eventos hídricos extremos. O nível da água ao redor da Dinamarca tem subido aproximadamente 2 mm por ano desde 1900 e espera-se que esteja de 0,3 a 0,5 metros mais alto até ao final do século em comparação com o período de 1981-2010.6 Esta elevação amplifica o risco de inundações costeiras e marés de tempestade, ameaçando cidades, infraestruturas críticas como portos e residências.23 Além das inundações costeiras, o aumento da intensidade das chuvas eleva o risco de inundações pluviais e o aumento dos níveis das águas subterrâneas, criando uma ameaça hídrica tripla: vinda do mar, do céu e do subsolo.
Os eventos climáticos extremos já impuseram custos econômicos significativos à Dinamarca. Um aguaceiro, uma chuva de intensidade extrema em um curto período, que atingiu Copenhague em julho de 2011, causou danos de mais de 6 bilhões de coroas dinamarquesas (DKK), o equivalente a 800 milhões de euros, e serviu como um "alerta" para a necessidade de adaptação urbana. A seca de 2018 também resultou em perdas de mais de 6 bilhões de coroas dinamarquesas para o setor agrícola. Relatórios indicam que, entre 1980 e 2017, os eventos climáticos extremos custaram à Dinamarca quase 10,5 bilhões de euros, colocando o país entre os mais afetados da Europa numa base per capita. Projeções futuras são ainda mais alarmantes: um relatório da Universidade Técnica da Dinamarca (DTU) estima que os danos totais por inundações (pluviais e costeiras) podem chegar a 406 bilhões de coroas dinamarquesas nos próximos 100 anos se medidas ambiciosas de adaptação não forem implementadas. Esta vulnerabilidade económica crescente representa um risco sistêmico. O banco central dinamarquês, o Nationalbanken, alertou que as exposições financeiras a áreas de risco de inundação, onde se localizam milhares de milhões de dólares em empréstimos, podem ameaçar a estabilidade de instituições de crédito individuais e do sistema financeiro como um todo. A desvalorização de propriedades usadas como garantia de empréstimos, devido ao aumento do risco climático, pode desencadear uma cascata de perdas, transformando a adaptação climática numa política de estabilidade macroeconÕmica e financeira essencial para o país.

### Marcos legais e institucionais
A Lei do Clima (Klimalov), adotada em junho de 2020, é a pedra angular da política climática dinamarquesa. Ela estabelece metas juridicamente vinculativas: uma redução de 70% nas emissões de GEE até 2030 em relação a 1990 e a neutralidade climática até 2050, no máximo. Posteriormente, o governo elevou a ambição, propondo a neutralidade climática para 2045 e uma meta de emissões negativas de 110% até 2050, o que implicaria que o país removeria mais GEE da atmosfera do que emite. A lei institui um mecanismo de "não retrocesso", exigindo que novas metas climáticas, a serem definidas a cada cinco anos com uma perspetiva de 10 anos, não sejam menos ambiciosas que as anteriores. A legislação também consagra princípios orientadores, como a busca por soluções custo-efetivas que mantenham a competitividade e o bem-estar social, e a garantia de que as reduções sejam domésticas e reais, evitando a simples deslocalização de emissões para outros países.
A governança climática é liderada pelo Ministério do Clima, Energia e Serviços Públicos (Klima-, Energi- og Forsyningsministeriet), responsável pela política climática nacional e internacional, energia e serviços públicos. Este ministério coordena a implementação da Lei do Clima e trabalha em conjunto com agências especializadas como a
Agência Dinamarquesa de Energia (Energistyrelsen), que administra programas de subsídios e regulamentações e o
Instituto Meteorológico Dinamarquês (DMI), que fornece dados climáticos e alertas. O Ministério das Finanças, através do seu Centro de Política Verde, desempenha um papel crucial na integração das considerações climáticas no orçamento do Estado, na análise de reformas fiscais verdes e na coordenação do comitê governamental (Comitê Verde). O Ministério das Relações Exteriores conduz a diplomacia climática e gere a cooperação para o desenvolvimento através da Danida.
Para além dos órgãos governamentais, um ecossistema de instituições independentes e parcerias fortalece a governança. O Conselho Climático Dinamarquês (DCCC - Klimarådet) é um órgão de especialistas independentes que avalia anualmente se os esforços do governo são suficientes para atingir as metas climáticas e fornece recomendações de políticas custo-efetivas.4 As Parcerias Climáticas (Klimapartnerskaber), estabelecidas em 2019, reúnem 14 setores-chave da economia para que o próprio setor privado proponha caminhos para a descarbonização, fomentando a colaboração público-privada. A nível local, a iniciativa
DK2020, inspirada na rede C40, uniu quase todos os 98 municípios dinamarqueses no desenvolvimento de planos de ação climática alinhados com o Acordo de Paris, traduzindo metas nacionais em ações locais concretas.

## Financiamento

### Público
O governo dinamarquês estabeleceu vários fundos para canalizar investimentos para áreas prioritárias da transição verde. O Fundo Verde do Futuro da Dinamarca (Danmarks Grønne Fremtidsfond), um fundo de capital de risco, visa desenvolver e difundir novas tecnologias verdes. O Fundo Florestal Climático Dinamarquês (Klimaskovfonden) é um órgão estatal independente que financia projetos de florestamento e restauração de solos de baixa altitude para sequestrar CO2, vendendo créditos de carbono para financiar as suas operações. O Fundo de Inovação da Dinamarca (Innovationsfonden) investe em projetos de pesquisa e inovação com foco em missões específicas, como captura de CO2, combustíveis verdes, agricultura sustentável e economia circular de plásticos. Além disso, o Fundo Verde de Investimento da Dinamarca (Danmarks Grønne Investeringsfond), agora parte do Fundo de Exportação e Investimento da Dinamarca (EIFO), oferece empréstimos para empresas privadas, organizações de habitação social e instituições públicas que implementam soluções verdes, como otimização de energia e eficiência de recursos.
A Dinamarca utiliza uma vasta gama de subsídios e incentivos fiscais para acelerar a transição. No setor de energia, o governo oferece subsídios significativos para o desenvolvimento de energia eólica offshore, com planos de oferecer até 55,2 bilhões de coroas dinamarquesas (7,4 bilhões de euros) nos próximos leilões para garantir a viabilidade dos projetos num mercado desafiador. Existem também licitações para promover a produção de biogás e outros gases verdes. Para os consumidores e edifícios, foram implementados subsídios para a substituição de caldeiras a óleo e gás por alternativas como aquecimento urbano ou bombas de calor e a taxa sobre o aquecimento elétrico foi reduzida para incentivar a eletrificação. No setor dos transportes, incentivos fiscais robustos, como deduções e isenções, promovem a adoção de veículos elétricos. A reforma tributária verde de 2022 introduziu uma nova e mais alta taxa de CO2 para a indústria, que chegará a 750 coroas dinamarquesas por tonelada para empresas fora do sistema de comércio de emissões da UE (EU ETS) e 375 coroas dinamarquesas para as que estão dentro, criando um forte incentivo para a descarbonização.
Os recursos públicos são direcionados tanto para a mitigação de emissões quanto para a adaptação. Para a mitigação, além dos subsídios energéticos, o governo financia diretamente a pesquisa e o desenvolvimento de tecnologias de ponta, como a Captura, Utilização e Armazenamento de Carbono (CCUS) e o Power-to-X (PtX). Para a adaptação, o governo financia a proteção costeira, como a alimentação de praias na costa oeste, e aumenta o fundo de proteção costeira para apoiar projetos municipais em todo o país.15 O "Plano de Adaptação Climática 1" propôs 1,3 bilhão de coroas dinamarquesas (174 milhões de euros) para acelerar iniciativas de proteção contra a elevação do nível do mar e tempestades. A estratégia de subsídios dinamarquesa demonstra uma evolução sofisticada: em vez de simplesmente pagar pela energia verde, o financiamento público é usado estrategicamente para absorver o risco que o setor privado não pode ou não quer assumir, especialmente em tecnologias emergentes ou projetos de grande escala, atuando como um catalisador de mercado que atrai investimentos privados muito maiores.
A Dinamarca alavanca significativamente os fundos da União Europeia (UE). O Plano de Recuperação e Resiliência (PRR) dinamarquês, incluindo o capítulo REPowerEU, totaliza 1,626 bilhão de euros, com 69% desses fundos destinados à ação climática — bem acima da meta de 37% da UE. As principais medidas financiadas pela UE incluem as reformas fiscais verdes, o apoio à eficiência energética em edifícios, o investimento em pesquisa e inovação para agricultura e transportes, e projetos específicos como subsídios para ciclovias e gestão de solos ricos em carbono.

### Privado
Os fundos de pensão dinamarqueses são atores centrais e pioneiros no financiamento climático global.12 Em 2019, o setor de pensões dinamarquês comprometeu-se a investir um adicional de 47 bilhões de euros (350 bilhões de coroas dinamarquesas) na transição verde até 2030. Estes investimentos maciços abrangem desde parques eólicos offshore e quintas solares na Dinamarca e no exterior até edifícios energeticamente eficientes e novas tecnologias. A colaboração entre o governo, que fornece estruturas regulatórias estáveis, e os fundos de pensão, que fornecem o capital paciente e de grande escala, é uma marca registada do modelo dinamarquês. Esta sinergia é impulsionada por uma convergência de fatores: a forte procura dos membros por investimentos sustentáveis, a adequação de projetos de infraestrutura de longo prazo aos passivos dos fundos de pensão e um ambiente de investimento onde o risco é mitigado pela política governamental. Fundos de investimento em infraestrutura, como o Copenhagen Infrastructure Partners (CIP) e o AIP Management (AIP), foram criados em colaboração com o setor de pensões para canalizar milhares de milhões para projetos de energia renovável em todo o mundo.
Os bancos comerciais dinamarqueses, como o Danske Bank, estão cada vez mais a integrar o financiamento climático nas suas operações. Atuam como principais organizadores de títulos verdes e empréstimos vinculados à sustentabilidade. Em 2022, os bancos dinamarqueses financiaram um total de 691 bilhões de coroas dinamarquesas em empréstimos verdes. Recentemente, o Danske Bank expandiu a sua abordagem para além de produtos rotulados, passando a financiar planos de transição de empresas inteiras em setores de alta emissão, reconhecendo a necessidade de uma mudança sistémica. Os bancos também desempenham um papel crucial ao participar em parcerias climáticas setoriais, usando o seu conhecimento para identificar barreiras e propor soluções financeiras que acelerem a transição, como a expansão de esquemas de garantia para novas tecnologias verdes.
A Dinamarca possui um mercado de financiamento verde maduro e em crescimento. O Reino da Dinamarca emitiu o seu primeiro título verde soberano em 2022, arrecadando 14,5 bilhões de coroas dinamarquesas para financiar despesas em energia renovável e transporte limpo. A KommuneKredit, agência de crédito para municípios e regiões dinamarquesas, é uma emissora prolífica de títulos verdes, financiando projetos locais em áreas como aquecimento urbano, gestão de água e edifícios verdes, com um total de 27,9 bilhões de coroas dinamarquesas em títulos verdes emitidos até ao final de 2024. O Danske Bank também é um emissor ativo, com um volume total de empréstimos verdes a crescer para 6,6 bilhões de euros até ao final de 2024, financiando principalmente edifícios verdes e energia renovável.66 O mercado de fundos com critérios de governança ambiental, social e corporativa (ESG) também é forte, com a Dinamarca consistentemente classificada no topo dos rankings globais de ESG. A Autoridade de Supervisão Financeira Dinamarquesa (FSA) é uma das reguladoras mais ativas da Europa na supervisão de produtos ESG, combatendo o greenwashing e garantindo a integridade do mercado.

## Cooperação internacional e financiamento externo
A Dinamarca posiciona-se como uma força motriz na diplomacia climática global, defendendo uma maior ambição por parte de outros países e atores não estatais. O país assumiu o compromisso de contribuir com pelo menos 1% da meta coletiva dos países desenvolvidos de mobilizar 100 bilhões de dólares anualmente para o financiamento climático nos países em desenvolvimento. Isto traduz-se numa promessa de mobilizar pelo menos 1 milhão de dólares anualmente a partir de 2023, combinando fundos públicos e privados. Esta postura proativa visa manter a confiança no processo de negociação climática, especialmente entre os países do Norte e do Sul Global, e é vista como um investimento diplomático que confere à Dinamarca credibilidade e influência para moldar a agenda climática global.
A Agência Dinamarquesa para o Desenvolvimento Internacional (Danida), que faz parte do Ministério das Relações Exteriores, é o principal canal para a cooperação bilateral para o desenvolvimento. A Dinamarca comprometeu-se a destinar pelo menos 60% do seu financiamento climático baseado em doações para a adaptação climática, reconhecendo as necessidades urgentes dos países mais vulneráveis. Através de programas como o Danida Green Business Partnerships (DGBP), a agência promove parcerias entre empresas e organizações não comerciais para desenvolver soluções de mercado para desafios climáticos e ambientais em países em desenvolvimento, com foco em adaptação, gestão sustentável da água e sistemas alimentares.
Em um movimento pioneiro, a Dinamarca foi o primeiro país membro da ONU a prometer financiamento específico para "perdas e danos" (Loss and Damage), alocando 100 milhões de coroas dinamarquesas (13,5 milhões de euros) para ajudar as comunidades mais vulneráveis a lidar com os impactos climáticos inevitáveis. Parte desses fundos foi direcionada para a iniciativa InsuResilience Global Partnership e para organizações da sociedade civil que trabalham na região do Sahel. Além disso, a Dinamarca é uma forte apoiante do Fundo Verde para o Clima (GCF, sigla em inglês), o principal mecanismo financeiro do Acordo de Paris. O país duplicou a sua contribuição para o segundo período de reposição do fundo (GCF-2), prometendo 232 milhões de dólares, e participa ativamente na governação do fundo, reforçando o seu papel como um ator-chave no financiamento climático multilateral. A Dinamarca também apoia financeiramente o Centro e Rede de Tecnologia Climática (CTCN) e o Fundo de Adaptação (AF).

### Principais setores beneficiados
Este é, sem dúvida, o setor que mais se beneficia do financiamento climático. Décadas de políticas de apoio, como subsídios e tarifas garantidas, transformaram a Dinamarca numa potência eólica. Hoje, o financiamento continua massivo, com milhares de milhões de euros de fundos públicos e privados (especialmente de fundos de pensão) direcionados para a expansão da energia eólica offshore e onshore, bem como para a energia solar. O financiamento também está a impulsionar tecnologias emergentes, como o biogás, com o objetivo de ter 100% de gás verde na rede até 2030, e o Power-to-X, com o governo a lançar licitações para a produção de combustíveis verdes.
Dada a sua vulnerabilidade, a adaptação é um setor de investimento crescente. O financiamento público, através de fundos como o fundo de proteção costeira, e o financiamento municipal, através das tarifas de água, são direcionados para projetos de infraestrutura resiliente. Exemplos notáveis incluem a construção de diques, a alimentação de praias na costa oeste e projetos de gestão de águas pluviais em áreas urbanas, como a transformação da Praça Sankt Kjelds em Copenhague, que agora funciona como uma bacia de retenção durante chuvas extremas.
O financiamento para a natureza e a biodiversidade está a ganhar força. O Fundo Florestal Climático Dinamarquês (Klimaskovfonden) usa fundos estatais e contribuições privadas para financiar o florestamento e a restauração de solos ricos em carbono. O Fundo Dinamarquês para a Natureza (Den Danske Naturfond), financiado pelo governo e por fundações privadas como a Aage V. Jensen e a Novo Nordisk, adquire terras para proteção permanente e projetos de rewilding. Internacionalmente, a Dinamarca apoia a conservação florestal através de contribuições para o Fundo Amazónia no Brasil, visando combater a desflorestação. O país também se envolve no debate sobre o mecanismo de Redução de Emissões por Desflorestação e Degradação Florestal (REDD+), com a academia e ONGs dinamarquesas a pressionarem por um alinhamento mais claro do apoio financeiro do país a estas estratégias.
A agricultura, um dos setores mais desafiadores para a descarbonização, tornou-se um foco central de financiamento e política. O histórico "Acordo Verde Tripartido" estabeleceu um imposto sobre as emissões do gado e criou o Fundo Verde para a Área (Grøn Arealfond) de 5,4 bilhões de euros para apoiar iniciativas de reflorestamento e restauração de turfeiras. Além disso, o
Fundo de Alimentos à Base de Plantas (Fonden for Plantebaserede Fødevarer), com um orçamento de cerca de 98 milhões de euros, foi criado para estimular a inovação, produção e consumo de alternativas vegetais, visando reduzir a pegada climática da dieta dinamarquesa.
A Dinamarca tem uma longa tradição de investir em mobilidade sustentável, especialmente em infraestrutura para bicicletas, que é continuamente aprimorada com financiamento público. O financiamento moderno concentra-se na eletrificação do transporte público, incluindo comboios e autocarros, e na expansão do metro de Copenhague. Incentivos fiscais significativos, apoiados pelo Fundo de Recuperação e Resiliência da UE, são usados para acelerar a adoção de veículos elétricos por consumidores e empresas.

## Impactos e resultados
Os resultados do financiamento climático na Dinamarca são tangíveis e mensuráveis, principalmente na redução de emissões. O país conseguiu reduzir as suas emissões líquidas de GEE em 44,7% de 2005 a 2023, um ritmo superior à média da UE de 30,5%. As emissões nos setores cobertos pelo EU ETS foram reduzidas em 66% no mesmo período.4 Notavelmente, a Dinamarca demonstrou uma forte dissociação entre o crescimento econômico e o consumo de energia; desde 1980, a economia cresceu 80%, enquanto o consumo de energia permaneceu estável e o consumo de água caiu 40%. A intensidade de carbono da economia dinamarquesa foi reduzida em 54% entre 2005 e 2023 e está 45% abaixo da média da UE.
O financiamento climático gerou co-benefícios significativos. O investimento em mobilidade sustentável e a redução da queima de combustíveis fósseis levaram a uma melhoria da qualidade do ar nas cidades, como mapeado por iniciativas como o "Project Air View" em Copenhague. A transição verde criou empregos em setores como a energia eólica, onde a Dinamarca é líder mundial na fabricação de turbinas. Projetos de adaptação urbana, como a gestão de águas pluviais, foram combinados com a criação de novos espaços verdes recreativos, melhorando a qualidade de vida e a coesão social. O modelo de propriedade comunitária de parques eólicos, onde cidadãos locais são acionistas, promoveu a aceitação pública e a distribuição de benefícios económicos.
Apesar dos sucessos, a implementação dos projetos financiados enfrenta desafios. Um dos principais é a lentidão dos processos de licenciamento e aprovação para novos projetos de energia renovável, o que tem atrasado o ritmo de expansão da energia eólica, por exemplo.63 A adaptação climática tem sido criticada pela sua lentidão e pela fragmentação da responsabilidade entre diferentes ministérios e municípios, dificultando uma abordagem nacional coesa. No setor agrícola, a implementação de medidas de redução de emissões é complexa e enfrenta resistência, sendo o maior desafio para atingir as metas de longo prazo. Este setor, que antes representava uma parte menor das emissões, tornou-se o principal desafio à medida que o setor energético se descarboniza, com projeções a indicar que a agricultura poderá responder pela maioria das emissões nacionais dentro de uma década. Além disso, há uma falta de foco na resiliência contra secas e ondas de calor nos planos municipais, que se concentraram predominantemente na gestão do excesso de água.

## Críticas e controvérsias
Uma crítica recorrente é a lentidão na implementação dos planos de adaptação climática, apesar da urgência e da disponibilidade de fundos. Especialistas e think tanks apontam que, embora os municípios tenham planos, a ação concreta e a coordenação nacional para proteger o país contra a elevação do nível do mar e das águas subterrâneas têm sido insuficientes. Outra crítica refere-se à contabilidade do financiamento climático internacional. ONGs como a CARE Denmark, a DanChurchAid e a Oxfam IBIS encomendaram relatórios que questionam as práticas de contabilidade, argumentando que a inclusão de empréstimos (que devem ser pagos de volta) e a falta de clareza sobre a "adicionalidade" dos fundos (se são novos ou apenas ajuda oficial ao desenvolvimento redirecionada) inflam os números reportados e não refletem o verdadeiro apoio aos países em desenvolvimento.
A governança do financiamento climático não está isenta de controvérsias. O legado da COP15 em Copenhague, em 2009, é um exemplo. Um rascunho de acordo proposto pela presidência dinamarquesa vazou e foi duramente criticado por ativistas e países em desenvolvimento como "elitista", favorecendo as nações ricas e enfraquecendo as responsabilidades históricas, o que gerou um clima de desconfiança nas negociações.100 Mais recentemente, a política fiscal tem sido um campo de batalha. Embora a Dinamarca tenha implementado uma taxa de carbono, economistas do FMI e outros críticos apontam que os combustíveis fósseis ainda são subtaxados em relação aos seus custos ambientais e sociais totais. A reforma tributária verde, embora ambiciosa, também foi controversa por oferecer taxas mais baixas e subsídios a indústrias de uso intensivo de energia, gerando debates sobre se isso enfraquece o incentivo à inovação ou se é uma medida pragmática para evitar a "fuga de carbono". Além disso, empresas dinamarquesas apontam que o fardo regulatório e os custos de reporte de sustentabilidade impostos pela UE e pela Dinamarca estão a tornar-se tão grandes que desviam recursos de esforços verdes reais.

## Perspectivas futuras
A Dinamarca continua a aumentar a sua ambição. O governo atual propôs antecipar a meta de neutralidade climática de 2050 para 2045 e estabelecer uma meta de emissões negativas de 110% até 2050.4 O Conselho Climático Dinamarquês (DCCC) recomendou que a meta para 2035 seja uma redução de mais de 80%.40 Para alcançar isso, o financiamento futuro concentrar-se-á ainda mais em tecnologias de ponta, como a expansão massiva de CCS, onde a Dinamarca planeia tornar-se um hub europeu para armazenamento de CO2, e o desenvolvimento de combustíveis verdes (PtX). A estratégia de longo prazo também inclui quadruplicar a produção de energia solar e eólica terrestre até 2030 e quintuplicar a energia eólica offshore.
Especialistas, incluindo o DCCC, identificam vários desafios e oportunidades cruciais. Um grande desafio é a pegada de consumo global da Dinamarca, que é alta e não está coberta pelas metas territoriais atuais; o DCCC recomenda o estabelecimento de um benchmark para monitorizar e reduzir estas emissões importadas. Outro desafio é a implementação prática e a aceleração dos projetos, superando os gargalos burocráticos. A oportunidade mais significativa reside na capacidade da Dinamarca de escalar as suas soluções financeiras e tecnológicas e exportá-las, tornando-se um modelo e um fornecedor para a transição verde global. A mobilização de ainda mais financiamento privado para adaptação em países em desenvolvimento é vista como uma área crítica de crescimento e uma oportunidade para fortalecer a liderança diplomática. A padronização de estruturas de financiamento e a melhoria da qualidade dos dados climáticos são vistas como essenciais para desbloquear mais capital privado em escala global.